# Барраган, Антонио
Анто́нио Баррага́н Ферна́ндес (исп. Antonio Barragán Fernández; 12 июня 1987, Пуэнтедеуме, Испания) — испанский футболист, правый защитник. Чемпион Европы в возрастной категории до 19 лет.

## Карьера
Барраган был подписан «Ливерпулем» в июле 2005 года в возрасте 18 лет. На тот момент он ещё не сыграл ни одного матча за первую команду «Севильи». Хотя бо́льшую часть английского этапа своей карьеры Антонио провёл, выступая за резервы «красных», 11 августа 2005 года он принял участие в матче третьего отборочного раунда Лиги чемпионов против софийского ЦСКА, в котором вышел на замену своему соотечественнику Фернандо Морьентесу. Таким образом, Барраган стал самым молодым иностранцем, когда-либо игравшим за «Ливерпуль».
4 августа 2006 года Антонио вернулся в Испанию, где стал играть за «Депортиво». Сумма трансфера составила 1 миллион фунтов, причём «Ливерпуль» сохранял за собой право обратного выкупа футболиста.
30 августа 2011 года Антонио Барраган стал футболистом «Валенсии», заключив с «летучими мышами» четырёхлетний контракт. Соглашение обошлось валенсийскому клубу в 1,5 млн евро.
15 июля 2016 года перешёл в английский «Мидлсбро», заключив контракт сроком на 3 года. Сумма трансфера составила 3 млн фунтов стерлингов. 13 августа дебютировал в составе «речников» в домашнем матче против «Сток Сити» (1:1).
6 июля 2017 года на правах сезонной аренды с опцией полноценного трансфера Барраган перешёл в «Реал Бетис». Дебютировал 20 августа в выездном матче против «Барселоны» (0:2). Через год стал игроком «Бетиса» на постоянной основе.
4 октября 2020 года подписал однолетний контракт с клубом «Эльче».

## Международная карьера
Антонио вызывался в юношеские и молодёжные испанские сборные различных возрастов. В 2006 году в составе сборной Испании (до 19) стал чемпионом Европы (до 19 лет).

## Достижения
- Победитель юношеского чемпионата Европы (до 19 лет): 2006